# István Németh
István Németh es un baloncestista húngaro nacido el 16 de noviembre de 1979. Mide 1,92 metros, juega de base y de alero, juega en la LEGA y su equipo es el Körmend.

## Trayectoria profesional
- 1997/02: Kormend  Hungría
- 2002/03: Benetton Treviso  Italia y Kormend  Hungría
- 2003/04: BC Nis Vojvodina Novi Sad  Serbia
- 2004/06: Prokom Trefl Sopot  Polonia
- 2006/08: Vojvodina Srbija  Serbia
- 2008/09: AEK Atenas B.C.  Grecia
- 2009: Vive Menorca  España
- 2009/10: Carife Ferrara  Italia
- 2010/12: Körmend  Hungría
- 2012/13: Szolnoki Olaj KK  Hungría

## Palmarés
- Internacional Absoluto con Hungría
- AllStar húngaro en 2000
- Campeón de la liga húngara con Kormend en 2003
- AllStar polaco en 2005
- Campeón liga polaca con Prokom 2005 y 2006